# مؤسسة كويريني ستامباليا
مؤسسة كويريني ستامباليا (بالإنجليزية: Fondazione Querini Stampalia)‏، هي مؤسسة أسسها الكونت جيوفاني آخر أعضاء عائلة كويريني ستامباليا عام 1869.
وهي المنظمة الوحيدة في فينيسيا التي تحتوي على كل تراث هذه العائلة العريقة، وتدعم المؤسسة الإنتاج الثقافي من خلال دراسة التراث التاريخي والفني للعائلة. وبها عروض فنية معاصرة وأعمال فنية. تتضمن المؤسسة مكتبة عامة تعمل على مدار اليوم وفي الإجازات الرسمية تلبية لرغبة مؤسسها. كما تتضمن متحفاً يتميز بأجوائه التي تعود إلى القرن الثامن عشر.
وهي مكان يجمع بين الماضي والحاضر حيث تجد الغرف القديمة العريقة والفن المعاصر لكل من كارلو سكرابا وفاليريانو باستور وماريو بوتا.
وتعتبر مؤسسة كويريني ستامباليا المكان المثالي للدراسة الشخصية ومتابعة المشاريع الثقافية.

## تاريخ المؤسسة
تاريخ المؤسسة يرتبط بقصة عائلة كويريني ستمباليا وخصوصا آخر أفراد العائلة الكونت جيوفاني. في العام 1868 أعطي جيوفاني كل مقتنياته لمدينة فينيسيا من قصور وكتب وأعمال فنية للاستخدام العام، وطبقا لرغبة مؤسسها فقد أسس جيوفاني هذه المؤسسة لدعم المعرفة والتخصصات الأخري.

## المكتبة
هي مكتبة عامة تضم مجموعة يتم تحديثها باستمرار من حوالي 300.000 مجلدا، 1.300 من المخطوطات، 1600 كتابًا مطبوعًا من القرن السادس عشر، 3.000 ختم، بالإضافة إلي الخرائط الجغرافية والمساحية القديمة. في المكتبة غرف القراءة ولدى المستخدمين إمكانية الوصول المباشر إلى 2.000 من وحدات التخزين الموجودة على الرفوف المفتوحة وفقا لنظام تصنيف ديوي العشري. وتشمل الخدمات الشاملة مكتب التوزيع، والاستنساخ، والمعلومات الببليوغرافية والإعارة فيما بين المكتبات. ويُنظم الاستعارة قواعد محددة. الحواسيب المتاحة للبحث في الفهارس على الإنترنت لدعم أنشطة الدراسة والبحث.
يوجد بالمكتبة "مكتبة الوسائط المتعددة"، وفيها أجهزة حاسوب متصلة بالانترنت وطباعات بالليزر. كما أن بعض أجهزة الحاسوب لديها مكتب لشراء أشرطة الفيديو وبرامج تعديل أشرطة الفيديو بالإضافة إلي مستلزمات لمؤتمر بالفيديو. وهذة الغرفة مجهزة بطباعة بالألوان، وبرنامج معالجة الرسم. خلال ساعات العمل يوجد مدرس وهذا مضمون. بالإضافة إلي تنظيم دورات ومؤتمرات حاسب الي مجانية

## المتحف
متحف كويريني استامبليا يعتبر واحد من أهم امثله المنازل التي تم تحويلها الي متاحف، يقع في قلب فينيسيا وهو واحد من أفضل المتاحف المحافظ عليها في أوروبا.
المتحف كان الطابق المميز الذي كانت تعيش في عائلة ستامباليا، يحتوي المتحف علي المجموعات القديمة التي تحتوي على أثاث ثمين واللوحات والخزف، والكرات، والأقمشة والمنحوتات مع الغرف الفاخرة المغطاة بالرسوم الجدارية.

## الفن المعاصر
في الفترة ما بين 1950 و1960 , كان الفن المعاصر يعتبر ذو اهميه كبيره للمؤسسه خلال فتره رئاسة Giuseppe Mazzariol وقد وجهت الدعوة لتعريف الخبراء على كويريني ستامباليا في مناقشة مفتوحة مستمره حتى اليوم. ويجري تطوير المزيد من المناقشات الهامة في مجالات العمارة والفن المعاصر، وأيضا الأدب والشعر والرقص، والرسوم والتصميم.
العمارة: تم ترميم كوريني ستامباليا بواسطه كارلوس سكاربا، فاليريانو باستور وماريو بوتا. ثلاثه معمارين بثلاثه أذواق مختلفة يضيفون أهمية للقصر الذي يعود للقرن السادس عشر.
قام كارلوس كاربا تحت اشراف Giuseppe Mazzariol's بترميم جزء من الطابق الأرضى بين عامى 1959 و1963. وبين عامى 1980 و1990 صمم Valeriano Pastor نظام اتصال بين طوابق القصر المختلفة.

## معرض صور

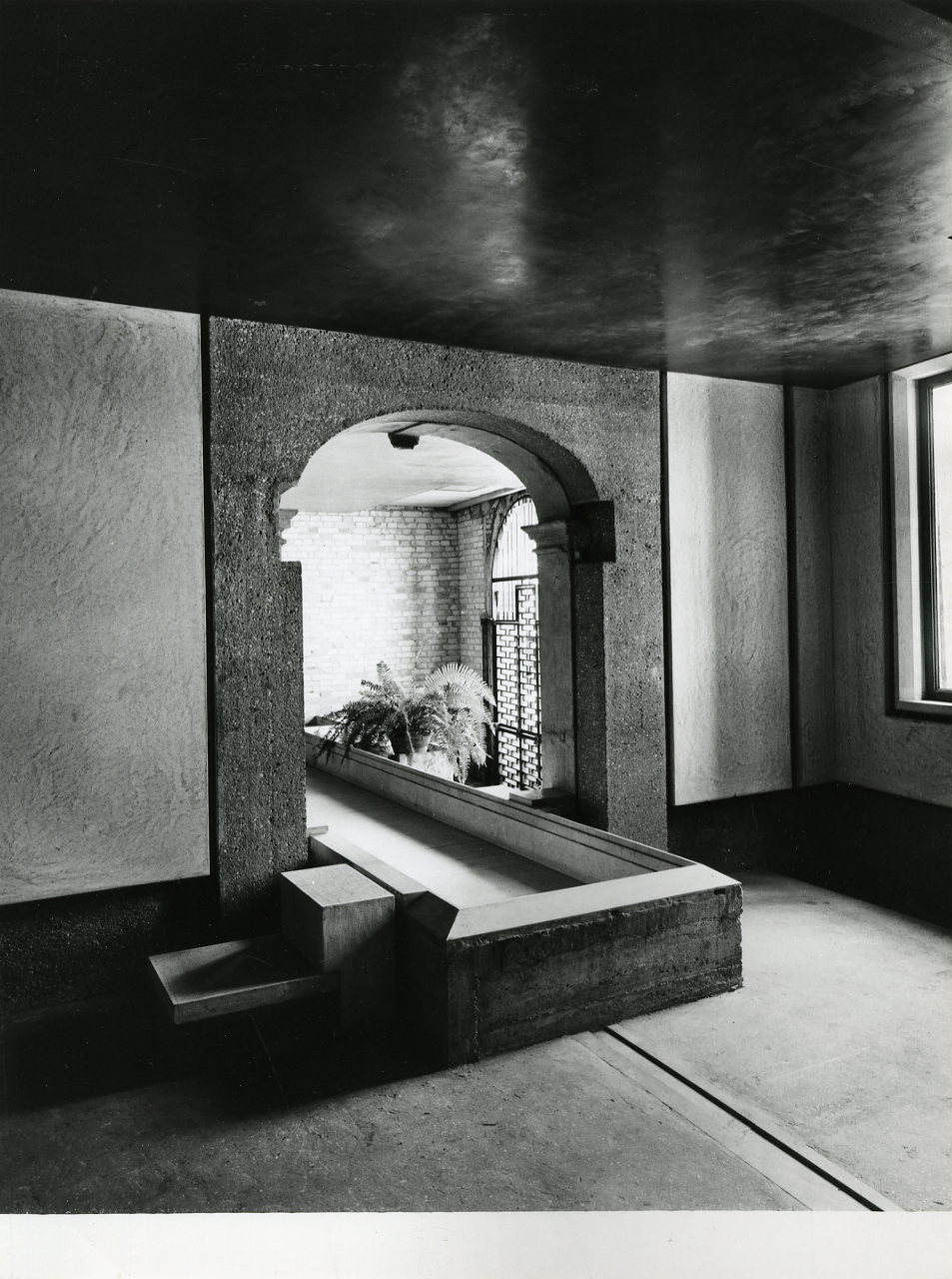
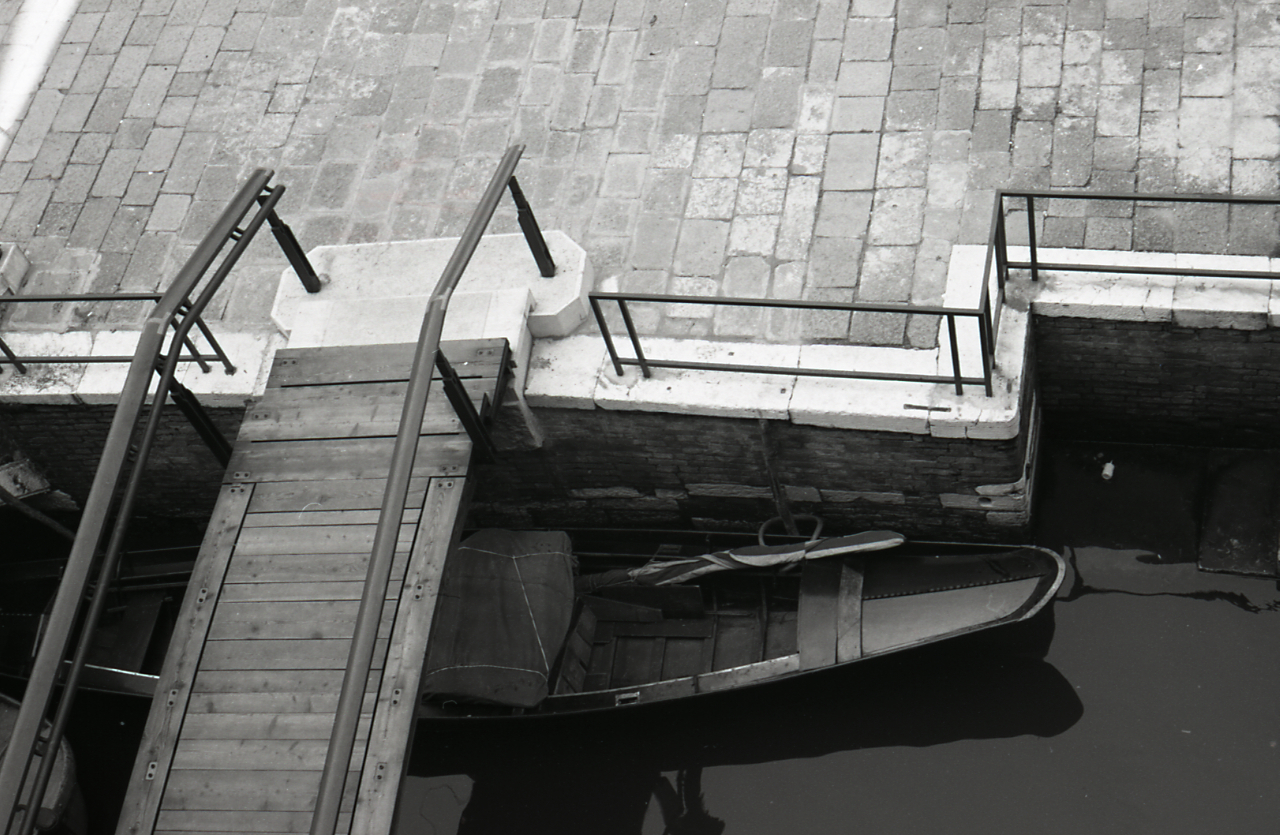
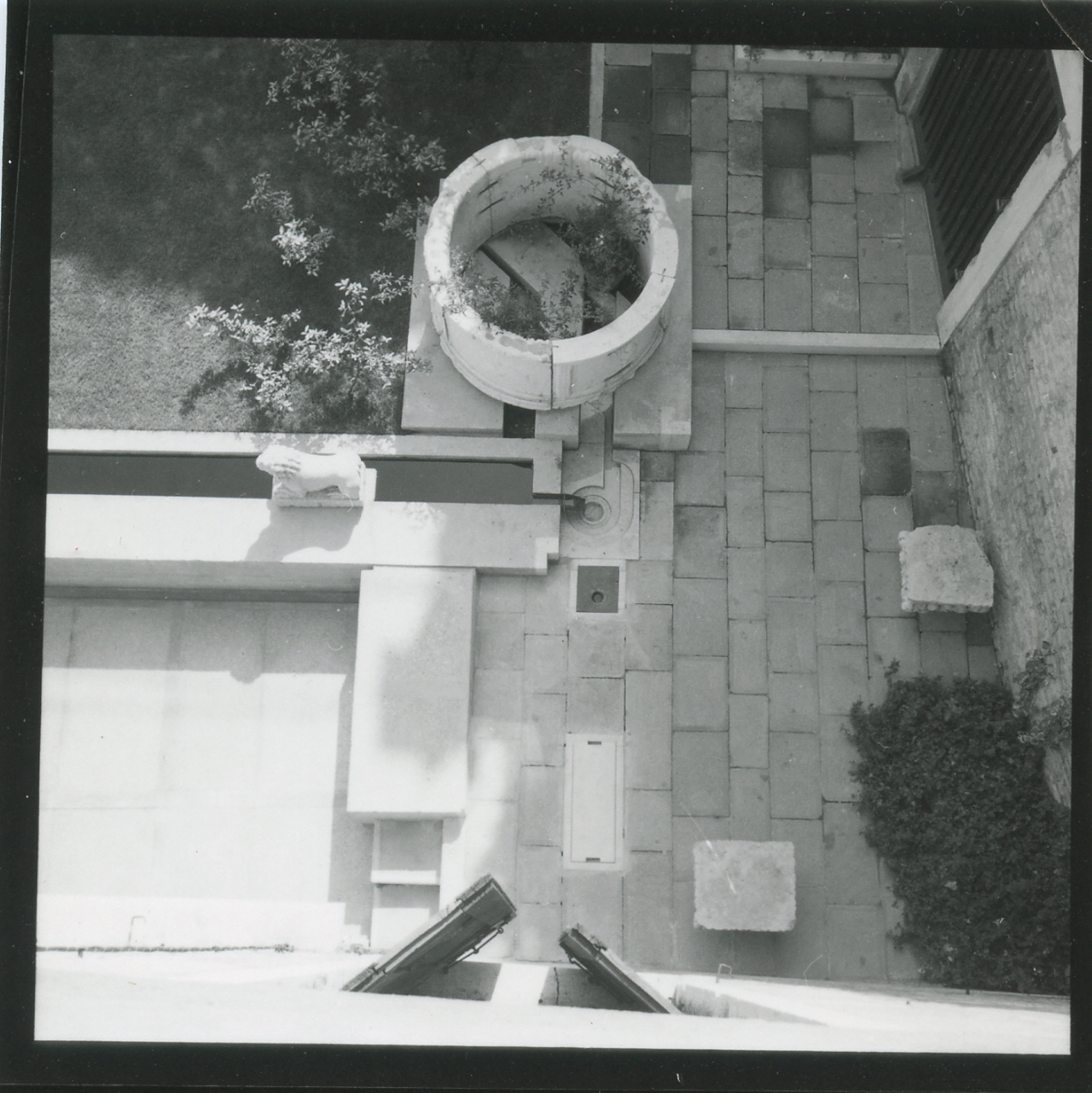
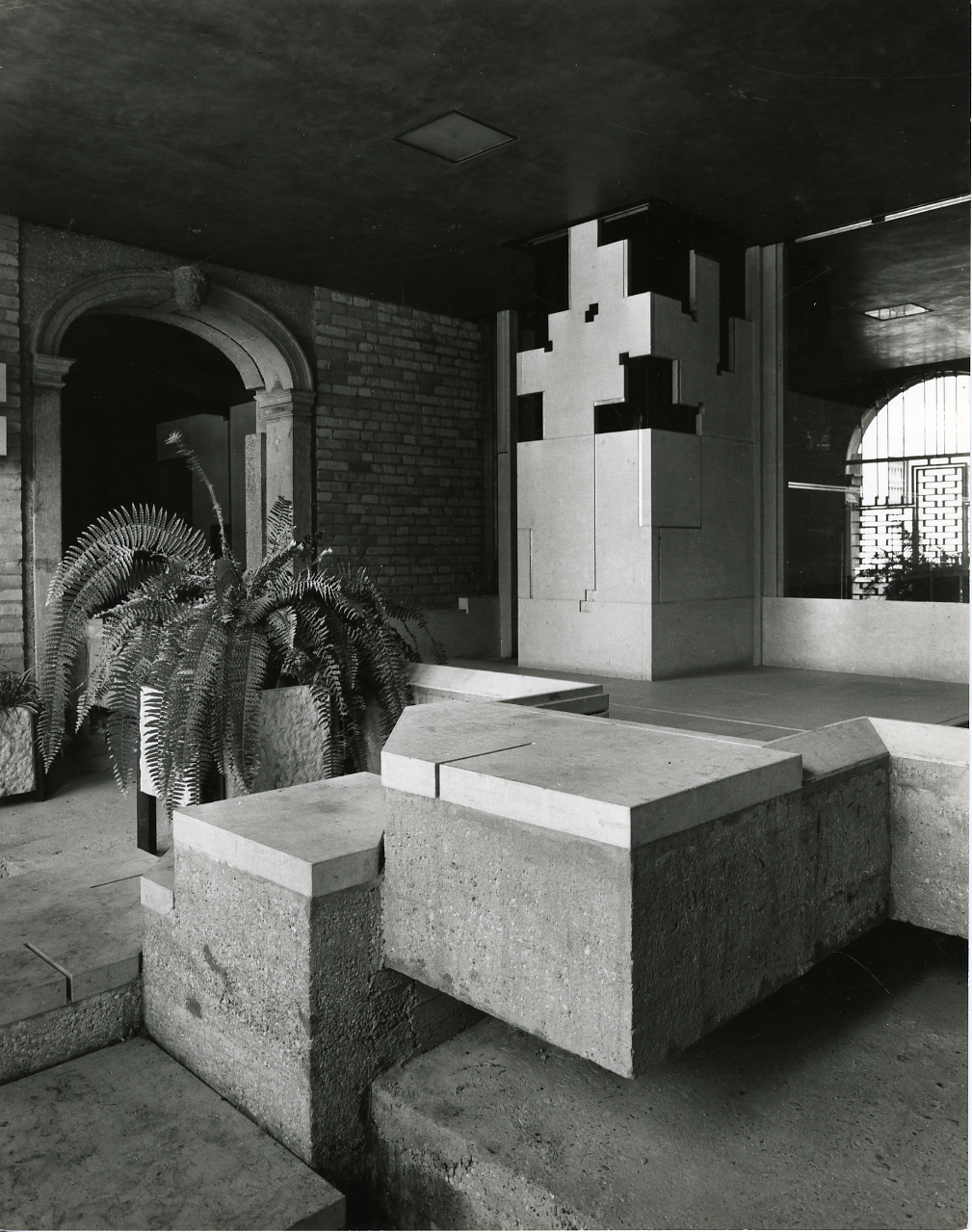
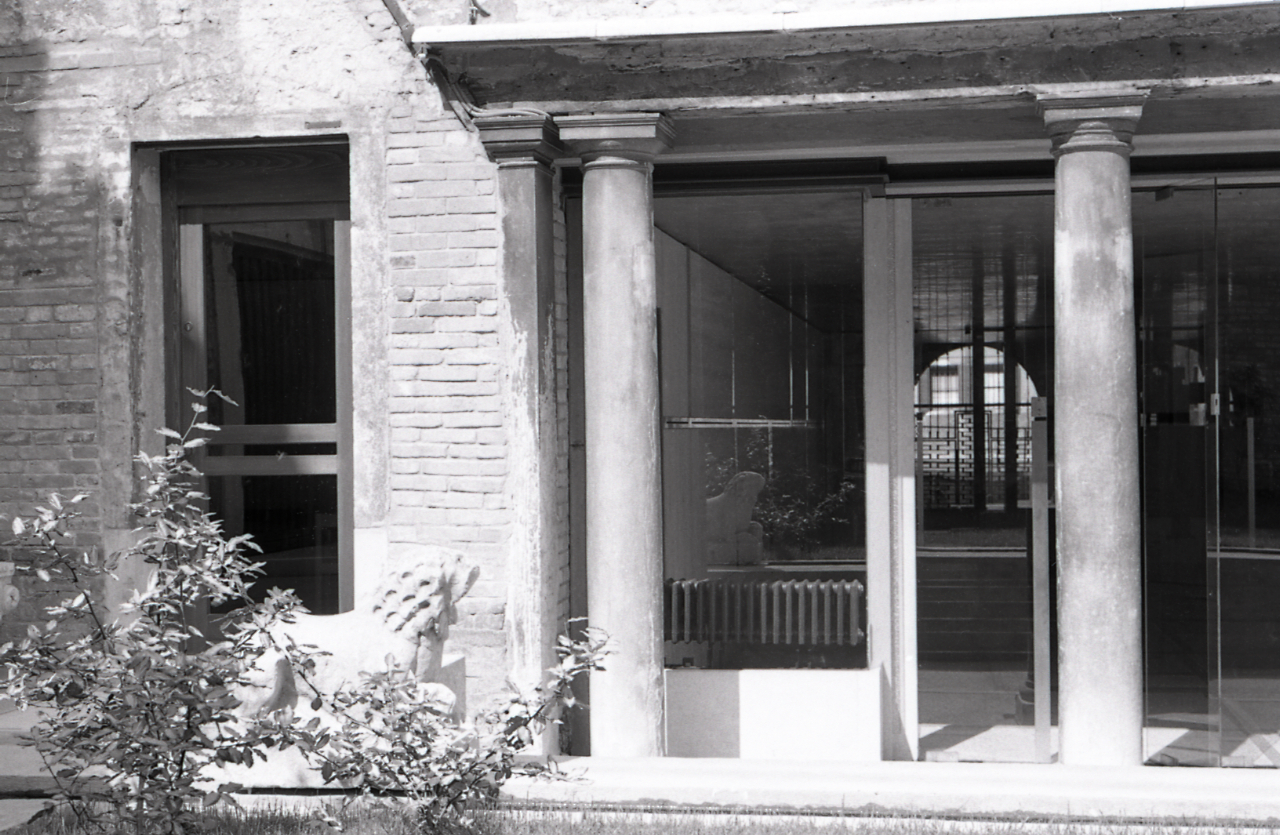

## وصلات خارجية
- Fondazione Querini Stampalia الموقع الرسمي

‌